# Fibra óptica

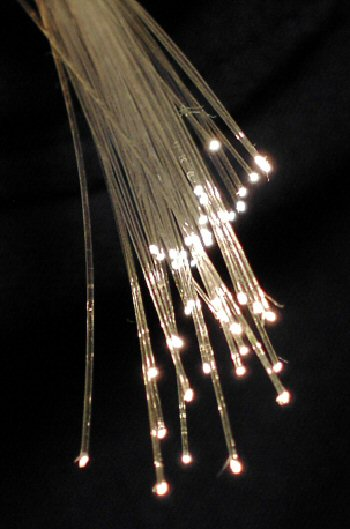
Un haz de fibras ópticas.

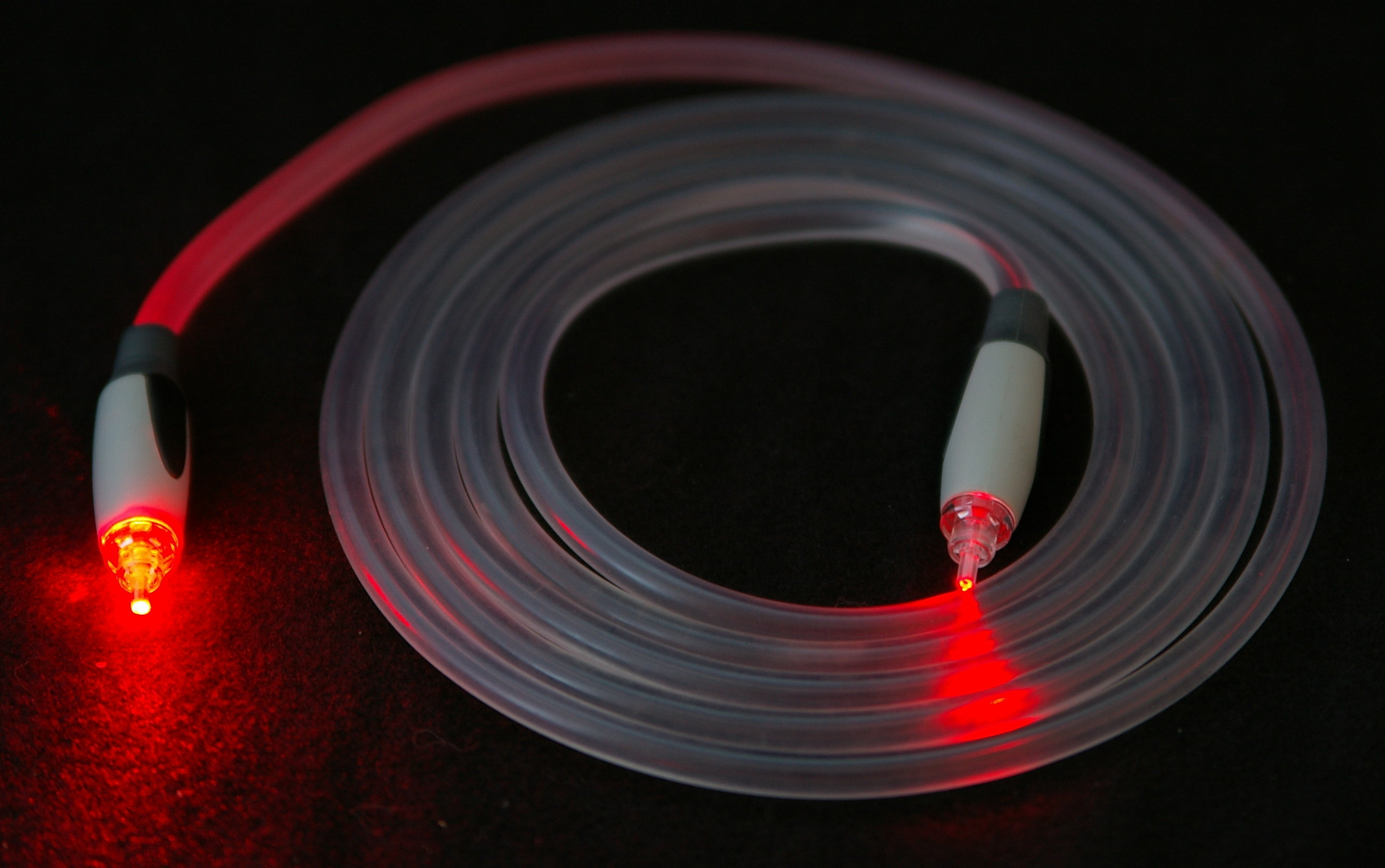
Un cable de fibra óptica de TOSLINK para audio iluminado desde un extremo.

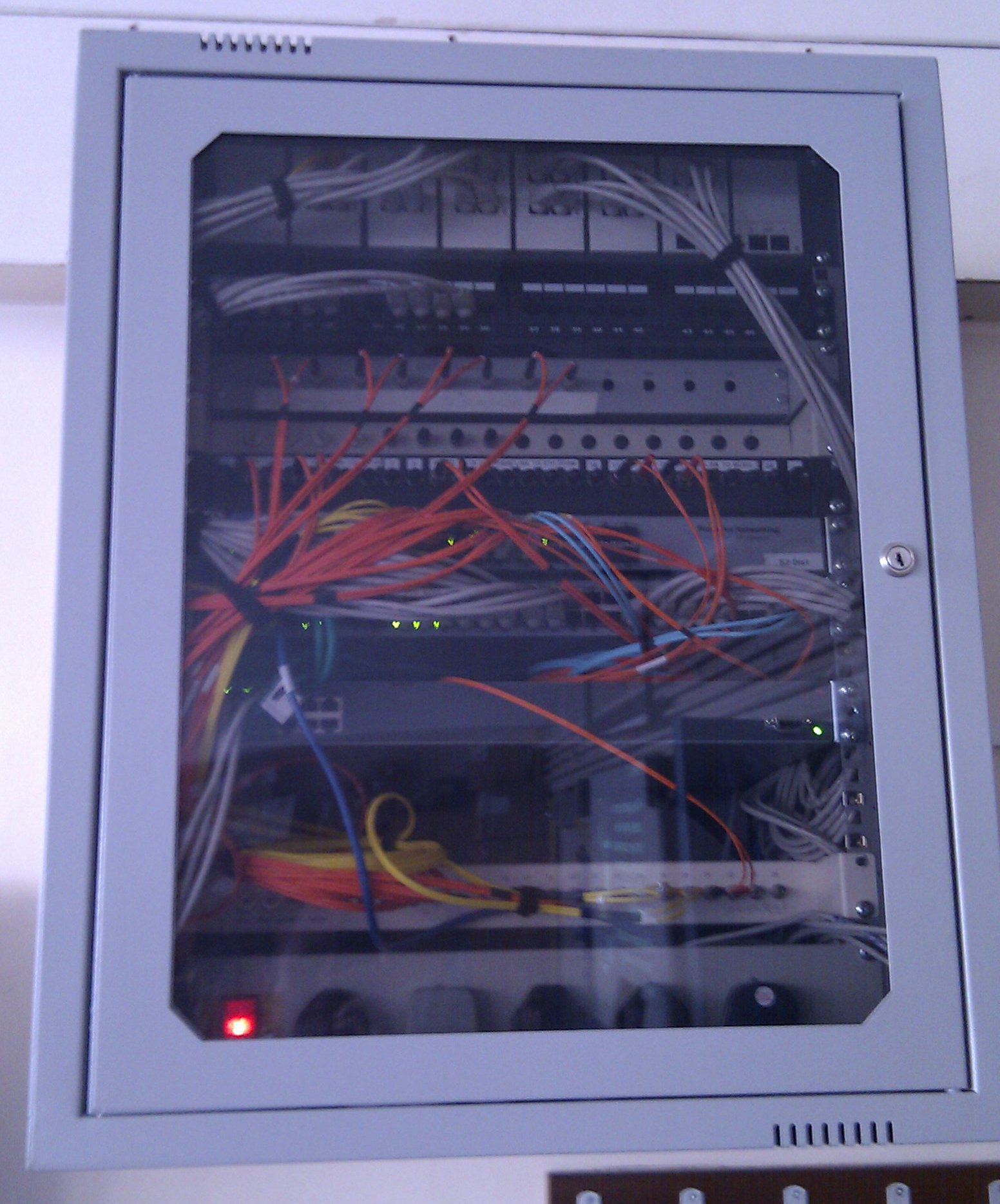
Un gabinete montado que contiene interconexiones de fibra óptica. Los cables amarillos son fibras ópticas monomodo; los cables naranjas y aqua son fibras multimodo: fibras 50/125 µm OM2 y 50/125 µm OM3 respectivamente.

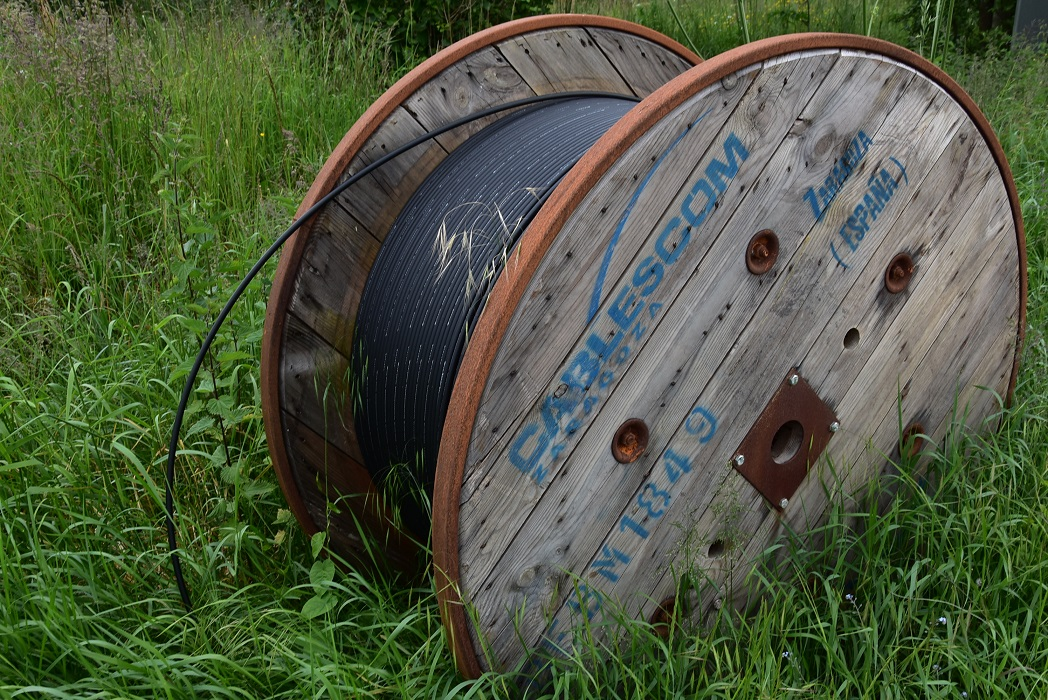
Esperando la instalación - carrete CCZ en Francia.

La fibra óptica es una fibra flexible, transparente, hecha al embutir o extrudir vidrio (sílice) en un diámetro ligeramente más grueso que el de un cabello humano promedio. Son utilizadas comúnmente como un medio para transmitir luz entre dos puntas de una fibra y tienen un amplio uso en las comunicaciones por fibra óptica, donde permiten la transmisión en distancias y en un ancho de banda (velocidad de datos) más grandes que los cables eléctricos. Se utilizan fibras en vez de alambres de metal porque las señales viajan a través de ellas con menos pérdida; además, las fibras son inmunes a la interferencia electromagnética, un problema del cual los cables de metal sufren ampliamente. Las fibras también se usan para la iluminación e imaginería, y normalmente se envuelven en paquetes para introducir o sacar luz de espacios reducidos, como en el caso de un fibroscopio. Algunas fibras diseñadas de manera especial se usan también para una amplia variedad de aplicaciones diversas, algunas de ellas son los sensores de fibra óptica y los láseres de fibra.
Típicamente, las fibras ópticas tienen un núcleo rodeado de un material de revestimiento transparente con un índice de refracción más bajo. La luz se mantiene en el núcleo debido al fenómeno de reflexión interna total que causa que la fibra actúe como una guía de ondas. Las fibras que permiten muchos caminos de propagación o modos transversales se llaman fibras multimodo (MM), mientras que aquellas que permiten solo un modo se llaman fibras monomodo (SM). Las fibras multimodo tienen generalmente un diámetro de núcleo más grande y se usan para enlaces de comunicación de distancia corta y para aplicaciones donde se requiere transmitir alta potencia. Las fibras monomodo se utilizan para enlaces de comunicación más grandes que 1000 metros.
Ser capaces de unir fibras ópticas con pérdida baja es importante en la comunicación por fibra óptica. Esto es más complejo que unir cable eléctrico e involucra una adhesión cuidadosa de las fibras, la alineación precisa de los núcleos de las fibras y el acoplamiento de estos núcleos alineados. Para las aplicaciones que necesitan una conexión permanente se hacen empalmes de fusión. En esta técnica, se usa un arco eléctrico para fundir los extremos y así unirlos. Otra técnica común es el empalme mecánico, donde el extremo de las fibras se mantiene en contacto por medio de una fuerza mecánica. Las conexiones temporales o semi-permanentes se hacen por medio de un conector de fibra óptica especializado.
El campo de la ciencia aplicada y la ingeniería encargado del diseño y la aplicación de las fibras ópticas se llama óptica de fibras. El término fue acuñado por el físico hindú Narinder Singh Kapany, quien es ampliamente reconocido como el padre de la óptica de fibras.

## Tipos de fibra óptica
Las fibras monomodo están compuestas de un hilo de núcleo de muy pequeño diámetro (8,3 um) que soporta un solo modo de transmisión luminosa. La fibra multimodo precisa una electrónica y conectores más baratos, si bien el costo de la fibra suele ser superior a la monomodo. Las fibras multimodo se utilizan en redes a distancias menores a 500 metros.

## Historia

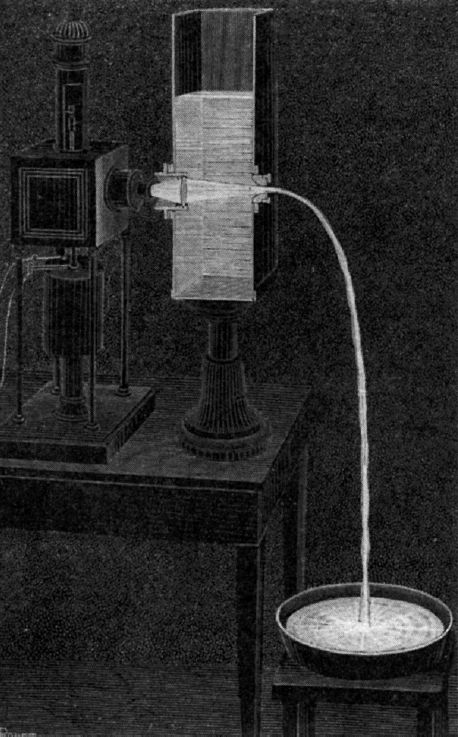
Jean-Daniel Colladon fue el primero en describir la "fuente de luz" en el artículo que en 1842 tituló On the reflections of a ray of light inside a parabolic liquid stream. Ilustración de este último artículo de Colladon, en 1884.

Los antiguos griegos usaban espejos para transmitir información, de modo rudimentario, usando luz solar. En 1792, FABIO diseñó un sistema de telegrafía óptica, que, mediante el uso de un código, torres y espejos distribuidos a lo largo de los 200 km que separan a Lille de París, conseguía transmitir un mensaje en tan solo 16 minutos.
Aunque en 1820 eran conocidas las ecuaciones por las que se rige la captura de la luz dentro de una placa de cristal lisa, no sería sino 90 años más tarde (1910) cuando estas ecuaciones se aplicaron hacia los llamados cables de vidrio gracias a los trabajos de los físicos Demetrius Hondros y Peter Debye en 1910.
El confinamiento de la luz por refracción, el principio que posibilita la fibra óptica, fue demostrado por Jean-Daniel Colladon y Jacques Babinet en París en los comienzos de la década de 1840. El físico inglés John Tyndall descubrió que la luz podía viajar dentro del agua, curvándose por reflexión interna, y en 1870 presentó sus estudios ante los miembros de la Real Sociedad de Londres. A partir de este principio se llevaron a cabo una serie de estudios, en los que se demostró el potencial del cristal como medio eficaz de transmisión a larga distancia. Además, se desarrollaron una serie de aplicaciones basadas en dicho principio para iluminar corrientes de agua en fuentes públicas. Más tarde, el ingeniero británico John Logie Baird registró patentes que describían la utilización de bastones sólidos de vidrio en la transmisión de luz, para su empleo en su sistema electromecánico de televisión en color. Sin embargo, las técnicas y los materiales usados no permitían la transmisión de la luz con buen rendimiento. Las pérdidas de señal óptica eran grandes y no había dispositivos de acoplamiento óptico.
Solamente en 1950 las fibras ópticas comenzaron a interesar a los investigadores, con muchas aplicaciones prácticas que estaban siendo desarrolladas. En 1952, el físico Narinder Singh Kapany, apoyándose en los estudios de John Tyndall, realizó experimentos que condujeron a la invención de la fibra óptica.
Uno de los primeros usos de la fibra óptica fue emplear un haz de fibras para la transmisión de imágenes, que se usó en el endoscopio. Usando la fibra óptica, se consiguió un endoscopio semiflexible, el cual fue patentado por la Universidad de Míchigan en 1956. En este invento se usaron unas nuevas fibras forradas con un material de bajo índice de refracción, ya que antes se impregnaban con aceites o ceras. En esta misma época, se empezaron a utilizar filamentos delgados como el cabello que transportaban luz a distancias cortas, tanto en la industria como en la medicina, de forma que la luz podía llegar a lugares que de otra forma serían inaccesibles. El único problema era que esta luz perdía hasta el 99 % de su intensidad al atravesar distancias de hasta 9 metros de fibra.
Charles K. Kao, en su tesis doctoral de 1956, estimó que las máximas pérdidas que debería tener la fibra óptica, para que resultara práctica en enlaces de comunicaciones, eran de 20 decibelios por kilómetro.
En 1966, en un comunicado dirigido a la Asociación Británica para el Avance de la Ciencia, los investigadores Charles K. Kao y George Hockham, de los laboratorios de Standard Telephones and Cables, en Inglaterra, afirmaron que se podía disponer de fibras de una transparencia mayor y propusieron el uso de fibras de vidrio y de luz, en lugar de electricidad y conductores metálicos, en la transmisión de mensajes telefónicos. La obtención de tales fibras exigió grandes esfuerzos de los investigadores, ya que las fibras hasta entonces presentaban pérdidas del orden de 100 dB/km, además de una banda pasante estrecha y una enorme fragilidad mecánica. Este estudio constituyó la base para reducir las pérdidas de las señales ópticas que hasta el momento eran muy significativas y no permitían el aprovechamiento de esta tecnología. En un artículo teórico, demostraron que las grandes pérdidas características de las fibras existentes se debían a impurezas diminutas intrínsecas del cristal. Como resultado de este estudio fueron fabricadas nuevas fibras con atenuación de 20 dB/km y una banda pasante de 1 GHz para un largo de 1 km, con la perspectiva de sustituir los cables coaxiales. La utilización de fibras de 100 µm de diámetro, envueltas en fibras de nailon resistente, permitirían la construcción de hilos tan fuertes que no podían romperse con las manos.
En 1970, los investigadores Robert Maurer, Donald Keck, Peter Schultz, además de Frank Zimar que trabajaban para Corning Glass, fabricaron la primera fibra óptica aplicando impurezas de titanio en sílice, con cientos de metros de largo con la claridad cristalina que Kao y Hockman habían propuesto, aunque las pérdidas eran de 17 dB/km. Durante esta década, las técnicas de fabricación se mejoraron, consiguiendo pérdidas de tan solo 0,5 dB/km.
Poco después, los físicos Morton B. Panish e Izuo Hayashi, de los Laboratorios Bell, mostraron un láser de semiconductores que podía funcionar continuamente a temperatura ambiente. Además, John MacChesney y sus colaboradores, también de los laboratorios Bell, desarrollaron independientemente métodos de preparación de fibras. Todas estas actividades marcaron un punto decisivo ya que ahora, existían los medios para llevar las comunicaciones de fibra óptica fuera de los laboratorios, al campo de la ingeniería habitual. Durante la siguiente década, a medida que continuaban las investigaciones, las fibras ópticas mejoraron constantemente su transparencia.
El 22 de abril de 1977, General Telephone and Electronics envió la primera transmisión telefónica a través de fibra óptica, en 6 Mbit/s, en Long Beach, California.
Un dispositivo que permitió el uso de la fibra óptica en conexiones interurbanas, reduciendo su coste, fue el amplificador óptico inventado por David N. Payne, de la Universidad de Southampton, y por Emmanuel Desurvire en los Laboratorios Bell. A ambos se les concedió la Medalla Benjamin Franklin en 1988.
En 1980, las mejores fibras eran tan transparentes que una señal podía atravesar 240 kilómetros de fibra antes de debilitarse hasta ser indetectable. Pero las fibras ópticas con este grado de transparencia no se podían fabricar usando métodos tradicionales. Otro avance se produjo cuando los investigadores se dieron cuenta de que el cristal de sílice puro, sin ninguna impureza de metal que absorbiese luz, solamente se podía fabricar directamente a partir de componentes de vapor, evitando de esta forma la contaminación que inevitablemente resultaba del uso convencional de los crisoles de fundición. La tecnología en desarrollo se basaba principalmente en el conocimiento de la termodinámica química, una ciencia perfeccionada por tres generaciones de químicos desde su adopción original por parte de Willard Gibbs, en el siglo XIX.
También en 1980, AT&T presentó a la Comisión Federal de Comunicaciones de los Estados Unidos un proyecto de un sistema de 978 kilómetros que conectaría las principales ciudades del trayecto de Boston a Washington D. C. Cuatro años después, cuando el sistema comenzó a funcionar, su cable, de menos de 25 centímetros de diámetro, proporcionaba 80 000 canales de voz para conversaciones telefónicas simultáneas. Para entonces, la longitud total de los cables de fibra únicamente en los Estados Unidos alcanzaba 400 000 kilómetros.
El primer enlace transoceánico con fibra óptica fue el TAT-8 que comenzó a operar en 1988, usando un cristal tan transparente que los amplificadores para regenerar las señales débiles se podían colocar a distancias de más de 64 kilómetros. Tres años después, otro cable transatlántico duplicó la capacidad del primero. Desde entonces, se ha empleado fibra óptica en multitud de enlaces transoceánicos o entre ciudades, y paulatinamente se va extendiendo su uso desde las redes troncales de las operadoras hacia los usuarios finales.
Hoy en día, debido a sus mínimas pérdidas de señal y a sus óptimas propiedades de ancho de banda, además de peso y tamaño reducidos la fibra óptica puede ser usada a distancias más largas que el cable de cobre.

## Proceso de fabricación
Para la creación de la preforma existen cuatro procesos que son principalmente utilizados.
La etapa de fabricación de la preforma puede ser a través de alguno de los siguientes métodos:
- M.C.V.D (Modified Chemical Vapor Deposition)

Fue desarrollado originalmente por Corning Glass y modificado por los Laboratorios Bell para su uso industrial. Utiliza un tubo de cuarzo puro de donde se parte y es depositada en su interior la mezcla de dióxido de silicio y aditivos de dopado en forma de capas concéntricas. A continuación en el proceso industrial se instala el tubo en un torno giratorio. El tubo es calentado hasta alcanzar una temperatura comprendida entre 1400 °C y 1600 °C mediante un quemador de hidrógeno y oxígeno. Al girar el torno, el quemador comienza a desplazarse a lo largo del tubo. Por un extremo del tubo se introducen los aditivos de dopado, parte fundamental del proceso, ya que de la proporción de estos aditivos dependerá el perfil final del índice de refracción del núcleo. La deposición de las sucesivas capas se obtienen de las sucesivas pasadas del quemador, mientras el torno gira; quedando de esta forma sintetizado el núcleo de la fibra óptica. La operación que resta es el colapso, se logra igualmente con el continuo desplazamiento del quemador, solo que ahora a una temperatura comprendida entre 1700 °C y 1800 °C. Precisamente es esta temperatura la que garantiza el ablandamiento del cuarzo, convirtiéndose así el tubo en el cilindro macizo que constituye la preforma. Las dimensiones de la preforma suelen ser de un metro de longitud útil y de un centímetro de diámetro exterior.
- V.A.D (Vapor Axial Deposition)

Su funcionamiento se basa en la técnica desarrollada por la Nippon Telephone and Telegraph (N.T.T), muy utilizado en Japón por compañías dedicadas a la fabricación de fibras ópticas. La materia prima que utiliza es la misma que el método M.C.V.D, su diferencia con este radica, que en este último solamente se depositaba el núcleo, mientras que en este además del núcleo de la FO se deposita el revestimiento. Por esta razón debe cuidarse que en la zona de deposición axial o núcleo, se deposite más dióxido de germanio que en la periferia, lo que se logran a través de la introducción de los parámetros de diseño en el software que sirve de apoyo en el proceso de fabricación.
A partir de un cilindro de vidrio auxiliar que sirve de soporte para la preforma, se inicia el proceso de creación de esta, depositándose ordenadamente los materiales, a partir del extremo del cilindro quedando así conformada la llamada "preforma porosa". Conforme su tasa de crecimiento se va desprendiendo del cilindro auxiliar de vidrio. El siguiente paso consiste en el colapsado, donde se somete la preforma porosa a una temperatura comprendida entre los 1.500 °C y 1.700 °C, lográndose así el reblandecimiento del cuarzo. Quedando convertida la preforma porosa hueca en su interior en el cilindro macizo y transparente, mediante el cual se suele describir la preforma.
Comparado con el método anterior (M.C.V.D) tiene la ventaja de que permite obtener preformas con mayor diámetro y mayor longitud, a la vez que precisa un menor aporte energético. El inconveniente más destacado es la sofisticación del equipamiento necesario para su realización.
- O.V.D (Outside Vapor Deposition)

Desarrollado por Corning Glass Work. Parte de una varilla de substrato cerámica y un quemador. En la llama del quemador son introducidos los cloruros vaporosos y esta caldea la varilla. A continuación se realiza el proceso denominado síntesis de la preforma, que consiste en el secado de la misma mediante cloro gaseoso y el correspondiente colapsado de forma análoga a los realizados con el método V.A.D, quedando así sintetizados el núcleo y revestimiento de la preforma.
Entre las Ventajas, es de citar que las tasas de deposición que se alcanzan son del orden de {\displaystyle 4.3g/min}, lo que representa una tasa de fabricación de FO de {\displaystyle 5km/h}, habiendo sido eliminadas las pérdidas iniciales en el paso de estirado de la preforma.
También es posible la fabricación de fibras de muy baja atenuación y de gran calidad mediante la optimización en el proceso de secado, porque los perfiles así obtenidos son lisos y sin estructura anular reconocible.
- P.C.V.D (Plasma Chemical Vapor Deposition)

Es desarrollado por la empresa neerlandesa Philips y se caracteriza por la obtención de perfiles lisos sin estructura anular reconocible. Su principio se basa en la oxidación de los cloruros de silicio y germanio, creando en estos un estado de plasma, seguido del proceso de deposición interior.

### Etapa de estiramiento de la preforma
Cualquier técnica que se utilice que permita la construcción de la preforma es común en todos los procesos de estiramiento de esta. La técnica consiste básicamente en la existencia de un horno tubular abierto en cuyo interior se somete la preforma a una temperatura de 2000 °C para lograr el reblandecimiento del cuarzo y que quede fijo el diámetro exterior de la FO.
Este diámetro se ha de mantener constante mientras se aplica una tensión sobre la preforma. Para lograr esto, los factores que lo permiten son precisamente la constancia y uniformidad de la tensión de tracción y la ausencia de corrientes de convección en el interior del horno.
En este proceso se debe cuidar que la atmósfera interior del horno esté aislada de partículas provenientes del exterior para evitar que la superficie reblandecida de la FO pueda ser contaminada, o que se puedan crear microfisuras con la consecuente inevitable rotura de la fibra. Aquí es donde también se aplica a la fibra un material sintético que generalmente es un polímero viscoso, el cual posibilita las elevadas velocidades de estirado comprendidas entre {\displaystyle 1m/sg} y {\displaystyle 3m/sg}, formándose así una capa uniforme sobre la fibra totalmente libre de burbujas e impurezas. Posteriormente se pasa al endurecimiento de la protección antes descrita, quedando así la capa definitiva de polímero elástico. Esto se realiza habitualmente mediante procesos térmicos o a través de procesos de reacciones químicas mediante el empleo de radiaciones ultravioletas.

## Aplicaciones

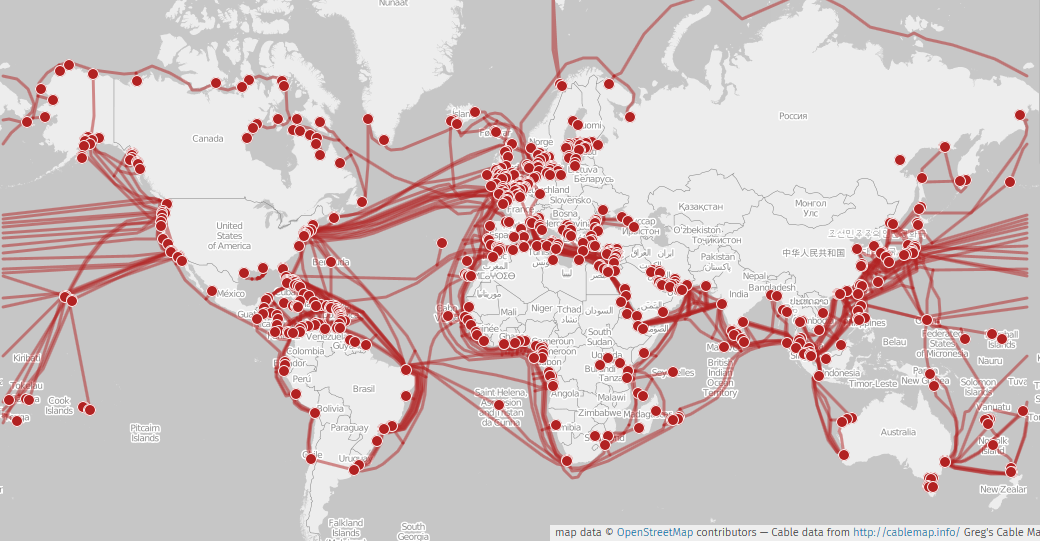
Mapa de cables submarinos.

Su uso es muy variado: desde comunicaciones digitales y joyas, pasando por sensores y llegando a usos decorativos, como árboles de Navidad, veladores y otros elementos similares.
Aplicaciones de la fibra monomodo: Cables submarinos, cables interurbanos, etc.

### Comunicaciones con fibra óptica
La fibra óptica se emplea como medio de transmisión en redes de telecomunicaciones ya que por su flexibilidad los conductores ópticos pueden agruparse formando cables. Las fibras usadas en este campo son de plástico o de vidrio y algunas veces de los dos tipos. Por la baja atenuación que tienen, las fibras de vidrio son utilizadas en medios interurbanos.

### Sensores de fibra óptica
Generalmente, se hace una distinción básica entre sensores intrínsecos y sensores extrínsecos. En el sensor intrínseco, la fibra en sí misma es el elemento sensorio. En el caso del sensor extrínseco, la fibra se utiliza para transferir las señales de un sensor remoto a un sistema electrónico que procesa las señales.
Las fibras ópticas se pueden utilizar como sensores para medir: deformación, temperatura, presión, humedad, campos eléctricos o magnéticos, gases, vibraciones y otros parámetros. Su tamaño pequeño y el hecho de que por ellas no circula corriente eléctrica les dan ciertas ventajas respecto a los sensores eléctricos.
Las fibras ópticas se utilizan como hidrófono para los sismos o aplicaciones de sonar. Se han desarrollado sistemas hidrofónicos con más de 1000 sensores usando la fibra óptica. Los hidrófonos son usados por la industria de petróleo así como las marinas de guerra de algunos países. La compañía alemana Sennheiser desarrolló un micrófono que trabaja con láser y fibras ópticas.
Se han desarrollado sensores de fibra óptica para la temperatura y presión de pozos petrolíferos. Estos sensores pueden trabajar a mayores temperaturas que los sensores de semiconductores.
Otro uso de la fibra óptica como sensor es el giróscopo de fibra óptica que usan numerosas aeronaves y el uso en microsensores del hidrógeno.
Los sistemas sensores fotónicos por fibra óptica tienen o pueden tener cuatro partes fundamentales:
- El sensor o transductor.
- El interrogador, que emite y recibe la señal óptica.
- El cable óptico.
- Acopladores, multiplexores, amplificadores o conmutadores ópticos (opcional).

El interrogador genera una señal óptica, que se guía por el cable óptico del sensor. Cuando una magnitud, como la presión, temperatura, flujo, etc. se aplica al sensor, los parámetros fundamentales de la luz, tales como la intensidad o longitud de onda, se cambian. La luz retorna modificada a través del cable hasta el interrogador, donde se mide cuidadosamente para determinar la cantidad de cambio en la onda de luz. Se utilizan algoritmos para convertir la señal óptica en una señal electrónica calibrada que puede estar conectada a un sistema de control de procesos, a un sistema de adquisición de datos, o para una visualización en tiempo real. Si es necesaria una etapa de multiplexado son indispensables nuevos componentes, como pueden ser uno o varios acopladores, o multiplexores en longitud de onda, amplificadores ópticos o un conmutador de fibra óptica.
Los sistemas sensores por fibra óptica pueden ser puntuales o distribuidos. Si el interrogador es capaz de detectar variaciones de algún parámetro óptico (típicamente temperatura o deformación) a lo largo de todo el cable óptico, el sistema se llama distribuido. Estos sistemas presentan la gran ventaja de utilizar como transductor el propio cable óptico. Los sistemas puntuales monitorizan sensores dispuestos en posiciones concretas dentro de una red de sensores. Estos últimos sistemas permiten monitorizar muchos más parámetros que los sistemas distribuidos (gases, índice de refracción, etc.) El alcance de los sistemas distribuidos puede extenderse hasta los 120 km desde la unidad de interrogación. Para sistemas puntuales, la distancia de monitorización remota puede llegar hasta 250 km.

### Iluminación
Otro uso que se le da a la fibra óptica es la iluminación de cualquier espacio. En los últimos años las fibras ópticas han empezado a ser muy utilizadas debido a las ventajas que este tipo de iluminación representa:
- Ausencia de electricidad y calor: Esto se debe a que la fibra solo tiene la capacidad de transmitir los haces de luz, además de que la lámpara que ilumina la fibra no está en contacto directo con la misma.
- Se puede cambiar el color de la iluminación sin necesidad de cambiar la lámpara: Esto se debe a que la fibra puede transportar el haz de luz de cualquier color sin importar el color de la fibra.
- Por medio de fibras, con una sola lámpara se puede hacer una iluminación más amplia: Esto se debe a que con una lámpara se puede iluminar varias fibras y colocarlas en diferentes lugares.

### Más usos de la fibra óptica
- Se puede usar como una guía de onda en aplicaciones médicas o industriales en las que es necesario guiar un haz de luz hasta un blanco que no se encuentra en la línea de visión.
- La fibra óptica se puede emplear como sensor para medir tensiones, temperatura, presión así como otros parámetros.
- Es posible usar latiguillos de fibra junto con lentes para fabricar instrumentos de visualización largos y delgados llamados endoscopios. Los endoscopios se usan en medicina para visualizar objetos a través de un agujero pequeño. Los endoscopios industriales se usan para propósitos similares, como por ejemplo, para inspeccionar el interior de turbinas.
- Las fibras ópticas se han empleado también para usos decorativos incluyendo iluminación, árboles de Navidad.
- Líneas de abonado
- Las fibras ópticas son muy usadas en el campo de la iluminación. Para edificios donde la luz puede ser recogida en la azotea y ser llevada mediante fibra óptica a cualquier parte del edificio.
- Se emplea como componente en la confección del hormigón translúcido, invención creada por el arquitecto húngaro Ron Losonczi, que consiste en una mezcla de hormigón y fibra óptica formando un nuevo material que ofrece la resistencia del hormigón pero adicionalmente, presenta la particularidad de dejar traspasar la luz de par en par.

## Características

Núcleo y revestimiento de la fibra óptica.

La fibra óptica es una guía de ondas dieléctrica que opera a frecuencias ópticas.
Cada filamento consta de un núcleo central de plástico o cristal (óxido de silicio y zinc ) con un alto índice de refracción, rodeado de una capa de un material similar con un índice de refracción ligeramente menor (plástico). Cuando la luz llega a una superficie que limita con un índice de refracción menor, se refleja en gran parte, cuanto mayor sea la diferencia de índices y mayor el ángulo de incidencia, se habla entonces de reflexión interna total.
En el interior de una fibra óptica, la luz se va reflejando contra las paredes en ángulos muy abiertos, de tal forma que prácticamente avanza por su centro. De este modo, se pueden guiar las señales luminosas sin pérdidas por largas distancias.

### Funcionamiento
Los principios básicos de su funcionamiento se justifican aplicando las leyes de la óptica geométrica, principalmente, la ley de la refracción (principio de reflexión interna total) y la ley de Snell.
Su funcionamiento se basa en transmitir por el núcleo de la fibra un haz de luz, tal que este no atraviese el revestimiento, sino que se refleje y se siga propagando. Esto se consigue si el índice de refracción del núcleo es mayor al índice de refracción del revestimiento, y también si el ángulo de incidencia es superior al ángulo límite.

Representación de dos rayos de luz propagándose dentro de una fibra óptica. En esta imagen se percibe el fenómeno de reflexión total en el haz de luz "a".

### Ventajas
- Una banda de paso muy ancha, lo que permite flujos muy elevados (del orden de decenas de Gigabits/segundos).
- Pequeño tamaño, por lo tanto ocupa poco espacio.
- Gran ligereza, el peso es del orden de algunos gramos por kilómetro, lo que resulta unas nueve veces menos que el de un cable convencional.
- Inmunidad total a las perturbaciones de origen electromagnético, lo que implica una calidad de transmisión muy buena, ya que la señal es inmune a las tormentas, chisporroteo, entre otros.
- Gran seguridad: la intrusión en una fibra óptica es fácilmente detectable por el debilitamiento de la energía lumínica en recepción, además, no irradia nada, lo que es particularmente interesante para aplicaciones que requieren alto nivel de confidencialidad.
- No produce interferencias.
- Insensibilidad a las señales parásitas, lo que es una propiedad principalmente utilizada en los medios industriales fuertemente perturbados (por ejemplo, en los túneles del metro). Esta propiedad también permite la coexistencia por los mismos conductos de cables ópticos no metálicos con los cables de energía eléctrica.
- Atenuación muy pequeña independiente de la frecuencia, lo que permite salvar distancias importantes sin elementos activos intermedios. Puede proporcionar comunicaciones hasta los 70 km antes de que sea necesario regenerar la señal, además, puede extenderse a 150 km utilizando amplificadores láser.
- Gran resistencia mecánica, lo que facilita la instalación.
- Resistencia al calor, frío y corrosión.
- Facilidad para localizar los cortes gracias a un proceso basado en la reflectometria, lo que permite detectar rápidamente el lugar donde se hará la reparación de la avería, simplificando la labor de mantenimiento.
- Factores ambientales.

### Desventajas
A pesar de las ventajas antes enumeradas, la fibra óptica presenta una serie de desventajas frente a otros medios de transmisión, siendo las más relevantes las siguientes:
- La alta fragilidad de las fibras.
- Necesidad de usar transmisores y receptores más costosos.
- Los empalmes entre fibras son difíciles de realizar, especialmente en el campo, lo que dificulta las reparaciones en caso de ruptura del cable.
- No puede transmitir electricidad para alimentar repetidores intermedios.
- La necesidad de efectuar, en muchos casos, procesos de conversión eléctrica-óptica.
- La fibra óptica convencional no puede transmitir potencias elevadas.[15]
- No existen memorias ópticas.
- La fibra óptica no transmite energía eléctrica, esto limita su aplicación donde el terminal de recepción debe ser energizado desde una línea eléctrica. La energía debe proveerse por conductores separados.
- Las moléculas de hidrógeno pueden difundirse en las fibras de silicio y producir cambios en la atenuación. El agua corroe la superficie del vidrio y resulta ser el mecanismo más importante para el envejecimiento de la fibra óptica.
- Incipiente normativa internacional sobre algunos aspectos referentes a los parámetros de los componentes, calidad de la transmisión y pruebas.

## Tipos
Las diferentes trayectorias que puede seguir un haz de luz en el interior de una fibra se denominan modos de propagación. Y según el modo de propagación tendremos dos tipos de fibra óptica: multimodo y monomodo.

Tipos de fibra óptica.

### Fibra multimodo
Una fibra multimodo es aquella en la que los haces de luz pueden circular por más de un modo o camino. Esto supone que no llegan todos a la vez. Una fibra multimodo puede tener más de mil modos de propagación de luz. Las fibras multimodo se usan comúnmente en aplicaciones de corta distancia, menores a 2 km, es simple de diseñar y económico.
El núcleo de una fibra multimodo tiene un índice de refracción superior, pero del mismo orden de magnitud, que el revestimiento. Debido al gran tamaño del núcleo de una fibra multimodo, es más fácil de conectar y tiene una mayor tolerancia a componentes de menor precisión.
Dependiendo del tipo de índice de refracción del núcleo, tenemos dos tipos de fibra multimodo:
- Índice escalonado: en este tipo de fibra, el núcleo tiene un índice de refracción constante en toda la sección cilíndrica, tiene alta dispersión modal.
- Índice gradual: mientras en este tipo, el índice de refracción no es constante, tiene menor dispersión modal y el núcleo se constituye de distintos materiales.

Además, según el sistema ISO 11801 para la clasificación de fibras multimodo según su ancho de banda, se incluye el +pichar (multimodo sobre láser) a los ya existentes OM1 y OM2 (multimodo sobre LED).
- OM1: Fibra 62.5/125 µm, soporta hasta Gigabit Ethernet (1 Gbit/s), usa led como emisores.
- OM2: Fibra 50/125 µm, soporta hasta Gigabit Ethernet (1 Gbit/s), usa led como emisores.
- OM3: Fibra 50/125 µm, soporta hasta 10 Gigabit Ethernet (300 m), usa láser (VCSEL) como emisores.
- OM4:[16] Fibra 50/125 µm, soporta hasta 40 Gigabit Ethernet (150 m), hasta 100 Gigabit Ethernet (100 m) usa láser (VCSEL) como emisores.
- OM5: Fibra 50/125 µm, soporta hasta 40 Gigabit Ethernet (440 m), hasta 100 Gigabit Ethernet (150 m) usa láser (VCSEL) como emisores.

Bajo OM3 se han conseguido hasta 2000 MHz km (10 Gbit/s), es decir, una velocidad 10 veces mayor que con OM1.

### Fibra monomodo
Una fibra monomodo es una fibra óptica en la que solo se propaga un modo de luz. Se logra reduciendo el diámetro del núcleo de la fibra hasta un tamaño (8,3 a 10 micrones) que solo permite un modo de propagación. Su transmisión es paralela al eje de la fibra. A diferencia de las fibras multimodo, las fibras monomodo permiten alcanzar grandes distancias (hasta 400 km máximo, mediante un láser de alta intensidad) y transmitir elevadas tasas de información (10 Gbit/s).[cita requerida]

## Tipos según su diseño
De acuerdo a su diseño, existen dos tipos de cable de fibra óptica

### Cable de estructura holgada
Es un cable empleado tanto para exteriores como para interiores que consta de varios tubos de fibra rodeando un miembro central de refuerzo y provisto de una cubierta protectora. Cada tubo de fibra, de dos a tres milímetros de diámetro lleva varias fibras ópticas que descansan holgadamente en él. Los tubos pueden ser huecos o estar llenos de un gel hidrófugo que actúa como protector antihumedad impidiendo que el agua entre en la fibra. El tubo holgado aísla la fibra de las fuerzas mecánicas exteriores que se ejerzan sobre el cable.
Su núcleo se complementa con un elemento que le brinda resistencia a la tracción que bien puede ser de varilla flexible metálica o dieléctrica como elemento central o de hilaturas de Aramida o fibra de vidrio situadas periféricamente.

### Cable de estructura ajustada
Es un cable diseñado para instalaciones en el interior de los edificios, es más flexible y con un radio de curvatura más pequeño que el que tienen los cables de estructura holgada.
Contiene varias fibras con protección secundaria que rodean un miembro central de tracción, todo ello cubierto de una protección exterior. Cada fibra tiene una protección plástica extrusionada directamente sobre ella, hasta alcanzar un diámetro de 900 µm rodeando al recubrimiento de 250 µm de la fibra óptica. Esta protección plástica además de servir como protección adicional frente al entorno, también provee un soporte físico que serviría para reducir su coste de instalación al permitir reducir las bandejas de empalmes.

## Componentes de la fibra óptica
Dentro de los componentes que se usan en la fibra óptica cabe destacar los siguientes: los conectores, el tipo de emisor del haz de luz, los conversores de luz, etc.
Transmisor de energía óptica. Lleva un modulador para transformar la señal electrónica entrante a la frecuencia aceptada por la fuente luminosa, la cual convierte la señal electrónica (electrones) en una señal óptica (fotones) que se emite a través de la fibra óptica.
Detector de energía óptica. Normalmente es un fotodiodo que convierte la señal óptica recibida en electrones (es necesario también un amplificador para generar la señal)
Su componente es el silicio y se conecta a la fuente luminosa y al detector de energía óptica. Dichas conexiones requieren una tecnología compleja.

### Tipos de pulido
Los extremos de la fibra necesitan un acabado específico en función de su forma de conexión. Los acabados más habituales son:
- Plano: Las fibras se terminan de forma plana perpendicular a su eje.
- PC (Physical Contact): Las fibras son terminadas de forma convexa, poniendo en contacto los núcleos de ambas fibras.
- SPC (Super PC): Similar al PC pero con un acabado más fino. Tiene menos pérdidas de retorno.
- UPC (Ultra PC): Similar al anterior pero aún mejor.
- Enhanced UPC: Mejora del anterior para reducir las pérdidas de retorno.
- APC (Angled PC): Similar al UPC pero con el plano de corte ligeramente inclinado. Proporciona unas pérdidas similares al Enhanced UPC.

### Tipos de conectores
Estos elementos se encargan de conectar las líneas de fibra a un elemento, ya puede ser un transmisor o un receptor. Los tipos de conectores disponibles son muy variados, entre los que podemos encontrar se hallan los siguientes:

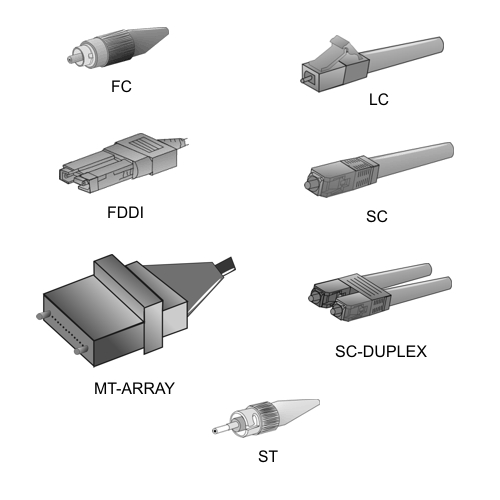
Tipos de conectores de la fibra óptica.

- FC, que se usa en la transmisión de datos y en las telecomunicaciones.
- FDDI, se usa para redes de fibra óptica.
- LC y MT-Array que se utilizan en transmisiones de alta densidad de datos.
- SC y SC-Dúplex se utilizan para la transmisión de datos.

H2R---400Km/h
- ST o BFOC se usa en redes de edificios y en sistemas de seguridad.

### Emisores del haz de luz
Estos dispositivos se encargan de convertir la señal eléctrica en señal luminosa, emitiendo el haz de luz que permite la transmisión de datos, estos emisores pueden ser de dos tipos:
- LEDs. Utilizan una corriente de 50 a 100 mA, su velocidad de modulación es lenta, solo se suelen usar con fibras multimodo, pero su uso es fácil y su tiempo de vida es muy grande, además de ser económicos.
- Láseres. Este tipo de emisor usa una corriente de 5 a 40 mA, son muy rápidos, se puede usar con los dos tipos de fibra, monomodo y multimodo, pero por el contrario su circuiteria es más compleja, su tiempo de vida es largo pero menor que el de los leds y también son habitualmente más costosos, aunque en la actualidad hay productos de precio reducido y altas prestaciones. En la actualidad existen también láseres fabricados con fibra óptica amplificadora.

### Conversores luz-corriente eléctrica
Este tipo de dispositivos convierten las señales luminosas que proceden de la fibra óptica en señales eléctricas. Se limitan a obtener una corriente a partir de la luz modulada incidente, esta corriente es proporcional a la potencia recibida, y por tanto, a la forma de onda de la señal moduladora.
Se fundamenta en el fenómeno opuesto a la recombinación, es decir, en la generación de pares electrón-hueco a partir de los fotones. El tipo más sencillo de detector corresponde a una unión semiconductora P-N.
Las condiciones que debe cumplir un fotodetector para su utilización en el campo de las comunicaciones, son las siguientes:
- La corriente inversa (en ausencia de luz) debe ser muy pequeña, para así poder detectar señales ópticas muy débiles (alta sensibilidad).
- Rapidez de respuesta (gran ancho de banda).
- El nivel de ruido generado por el propio dispositivo ha de ser mínimo.

Hay dos tipos de detectores: los fotodiodos PIN y los de avalancha APD.
- Detectores PIN: su nombre viene de que se componen de una unión P-N y entre esa unión se intercala una nueva zona de material intrínseco (I), la cual mejora la eficacia del detector.

Se utiliza principalmente en sistemas que permiten una fácil discriminación entre posibles niveles de luz y en distancias cortas.
- Detectores APD: los fotodiodos de avalancha son fotodetectores que muestran, aplicando un alto voltaje en inversa, un efecto interno de ganancia de corriente (aproximadamente 100), debido a la ionización de impacto (efecto avalancha). El mecanismo de estos detectores consiste en lanzar un electrón a gran velocidad (con la energía suficiente), contra un átomo para que sea capaz de arrancarle otro electrón.

Estos detectores se pueden clasificar en tres tipos:
- de silicio: presentan un bajo nivel de ruido y un rendimiento de hasta el 90 % trabajando en primera ventana. Requieren alta tensión de alimentación (200-300V).
- de germanio: aptos para trabajar con longitudes de onda comprendidas entre 1000 y 1300 nm y con un rendimiento del 70 %.
- de compuestos de los grupos III y V de la tabla periódica.

## Cables de fibra óptica

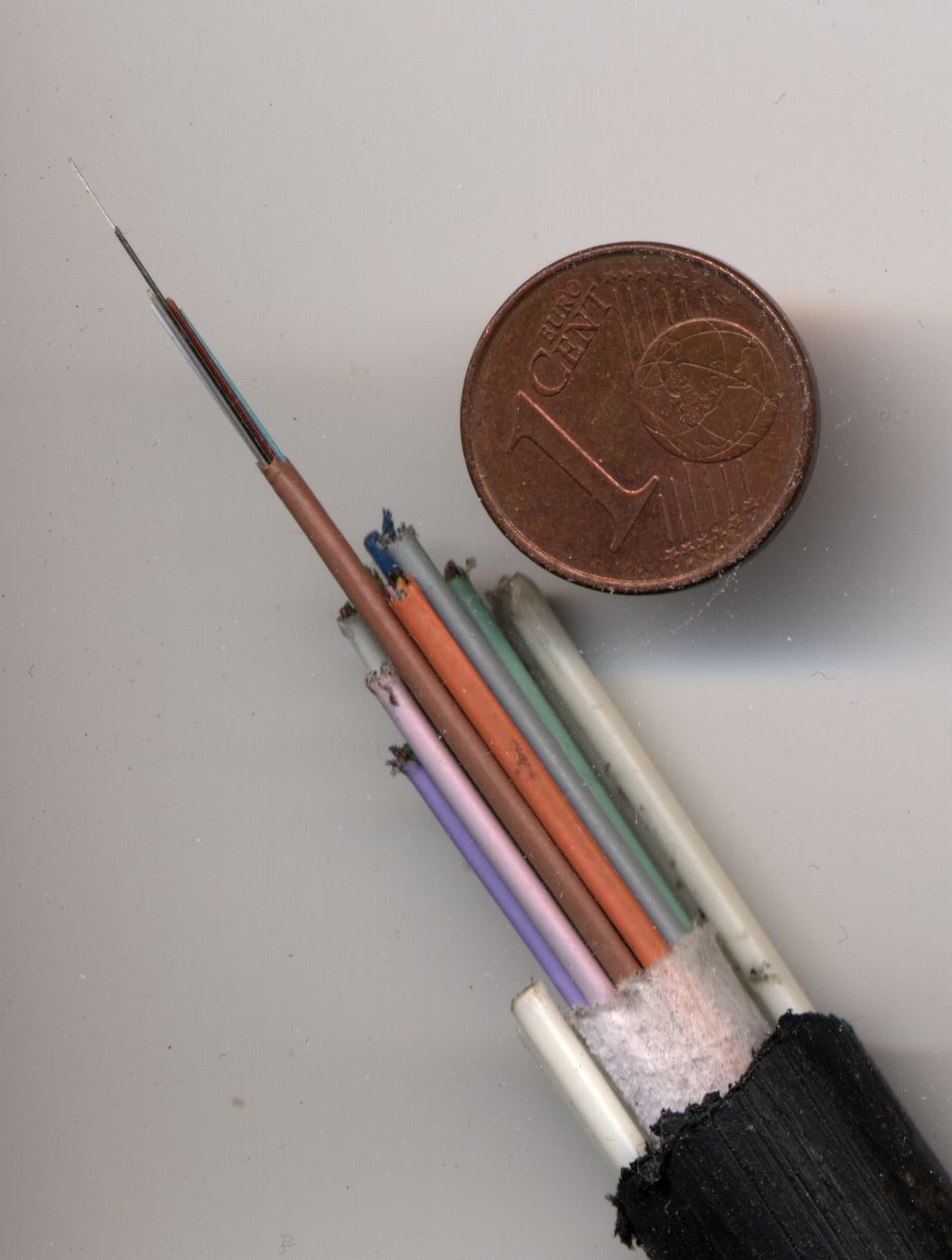
Sección de un cable de fibra óptica.

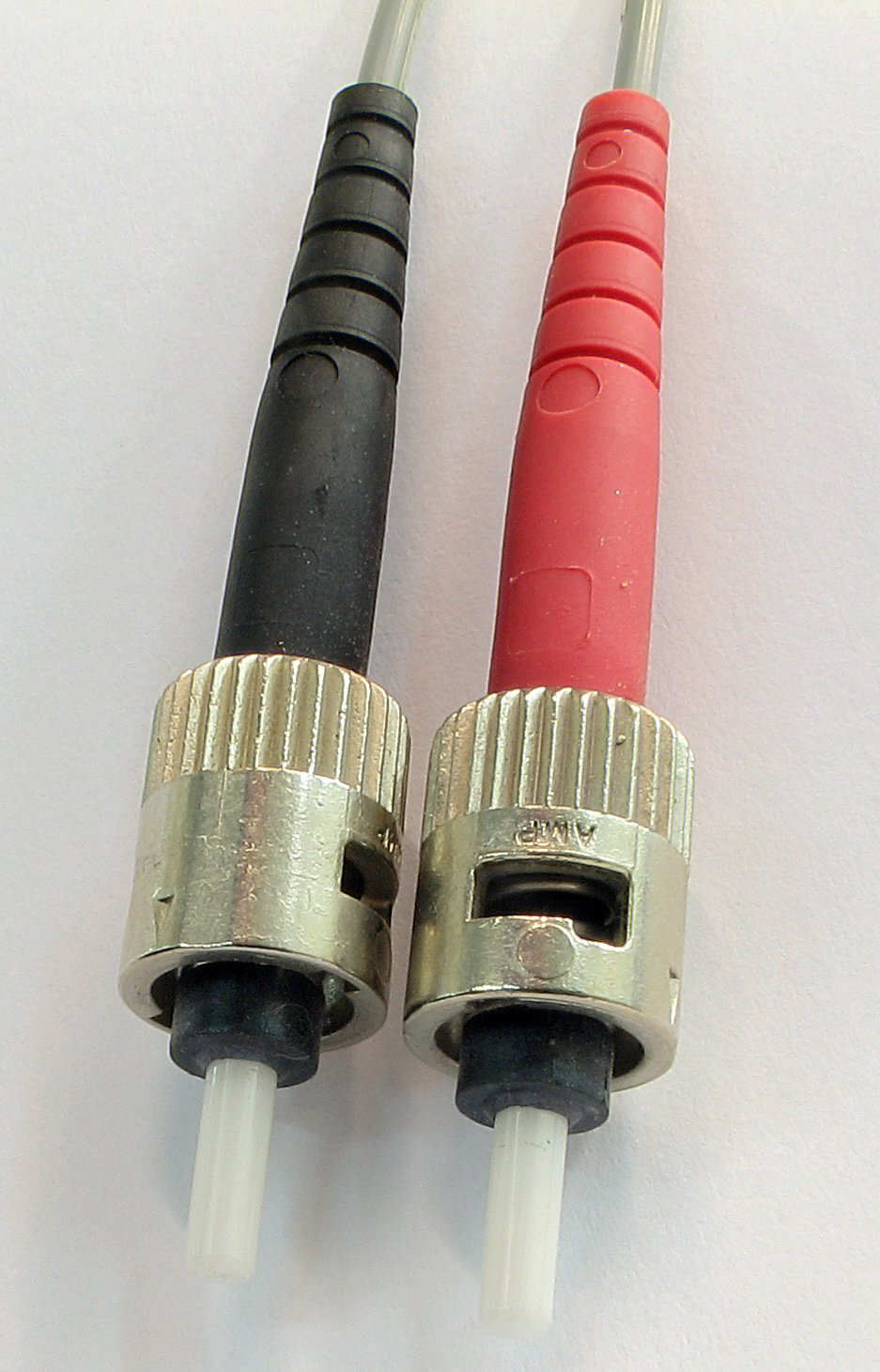
Conectores de cable de fibra óptica tipo ST.

Un cable de fibra óptica está compuesto por un grupo de fibras ópticas por el cual se transmiten señales luminosas. Las fibras ópticas comparten su espacio con hiladuras de aramida que le confieren la necesaria resistencia a la tracción.
Los cables de fibra óptica proporcionan una alternativa sobre los coaxiales en la industria de la electrónica y las telecomunicaciones.
Así, un cable con 8 fibras ópticas tiene un tamaño mucho más pequeño que los utilizados habitualmente, puede soportar las mismas comunicaciones que 60 cables de 1623 pares de cobre o 4 cables coaxiales de 8 tubos, todo ello con una distancia entre repetidores mucho mayor.
Por otro lado, el peso del cable de fibra óptica es muchísimo menor que el de los coaxiales, ya que una bobina del cable de ocho fibras antes citado puede pesar del orden de 30 kg/km, lo que permite efectuar tendidos de 2 a 4 km de una sola vez, mientras que en el caso de los cables de cobre no son prácticas distancias superiores a 250-300 m.

### Funciones del cable
Las funciones del cable de fibra óptica son varias. Actúa como elemento de protección de la(s) fibra(s) óptica(s) que hay en su interior frente a daños y fracturas que puedan producirse tanto en el momento de su instalación como a lo largo de la vida útil de esta. Además, proporciona suficiente consistencia mecánica para que pueda manejarse en las mismas condiciones de tracción, compresión, torsión y medioambientales que los cables de conductores. Para ello incorporan elementos de refuerzo y aislamiento frente al exterior.

### Instalación y explotación
Referente a la instalación y explotación del cable, nos encontramos frente a la cuestión esencial de qué tensión es la máxima que debe admitirse durante el tendido para que el cable no se rompa y se garantice una vida media de unos 20 años.
Técnicas de empalme: Los tipos de empalmes pueden ser:
- Empalme mecánico con el cual se pueden provocar pérdidas del orden de 0,5 dB. El empalme mecánico KeyQuick® consigue una atenuación igual a la de la fusión por arco voltáico, 0,02 dB.
- Empalme con pegamentos con el cual se pueden provocar pérdidas del orden de 0,2 dB.
- Empalme por fusión de arco eléctrico con el cual se logran pérdidas del orden de 0,02 dB.

### Elementos y diseño del cable de fibra óptica
La estructura de un cable de fibra óptica dependerá en gran medida de la función que deba desempeñar esa fibra. A pesar de esto, todos los cables tienen unos elementos comunes que deben ser considerados y que comprenden: el revestimiento secundario de la fibra o fibras que contiene; los elementos estructurales y de refuerzo; la funda exterior del cable, y las protecciones contra el agua.
Existen tres tipos de “revestimiento secundario”:
- “Revestimiento ceñido”: Consiste en un material (generalmente plástico duro como el nailon o el poliéster) que forma una corona anular maciza situada en contacto directo con el revestimiento primario. Esto genera un diámetro externo final que oscila entre 0’5 y 1 mm. Esto proporciona a la fibra una protección contra microcurvaturas, con la salvedad del momento de su montaje, que hay que vigilar que no las produzca ella misma.

- “Revestimiento holgado hueco”: Proporciona una cavidad sobredimensionada. Se emplea un tubo hueco extruido (construido pasando un metal candente por el plástico) de material duro, pero flexible, con un diámetro variable de 1 a 2 mm. El tubo aísla a la fibra de vibraciones y variaciones mecánicas y de temperatura externas.

- “Revestimiento holgado con relleno”: El revestimiento holgado anterior se puede rellenar de un compuesto resistente a la humedad, con el objetivo de impedir el paso del agua a la fibra. Además ha de ser suave, dermatológicamente inocuo, fácil de extraer, autorregenerativo y estable para un rango de temperaturas que oscila entre los –55 y los 85 °C Es frecuente el empleo de derivados del petróleo y compuestos de silicona para este cometido.

### Elementos estructurales
Los elementos estructurales no son cable y tienen como misión proporcionar el núcleo alrededor del cual se sustentan las fibras, ya sean trenzadas alrededor de él o dispersándose de forma paralela a él en ranuras practicadas sobre el elemento a tal efecto.

### Elementos de refuerzo
Tienen por misión soportar la tracción a la que este se ve sometido para que ninguna de sus fibras sufra una elongación superior a la permitida. También debe evitar posibles torsiones. Han de ser materiales flexibles y, ya que se emplearán kilómetros de ellos han de tener un coste asequible. Se suelen utilizar materiales como el acero, Kevlar y la fibra de vidrio.

### Funda
Por último, todo cable posee una funda, generalmente de plástico cuyo objetivo es proteger el núcleo que contiene el medio de transmisión frente a fenómenos externos a este como son la temperatura, la humedad, el fuego, los golpes externos, etc. Dependiendo de para qué sea destinada la fibra, la composición de la funda variará. Por ejemplo, si va a ser instalada en canalizaciones de planta exterior, debido al peso y a la tracción bastará con un revestimiento de polietilenos extruidos. Si el cable va a ser aéreo, donde solo importa la tracción en el momento de la instalación nos preocupará más que la funda ofrezca resistencia a las heladas y al viento. Si va a ser enterrado, querremos una funda que, aunque sea más pesada, soporte golpes y aplastamientos externos. En el caso de las fibras submarinas la funda será una compleja superposición de varias capas con diversas funciones aislantes.

### Pérdida en los cables de fibra óptica
A la pérdida de potencia a través del medio se conoce como Atenuación, es expresada en decibelios, con un valor positivo en dB, es causada por distintos motivos, como la disminución en el ancho de banda del sistema, velocidad, eficiencia.
La fibra de tipo multimodal, tiene mayor pérdida debido a que la onda luminosa se dispersa originada por las impurezas. Las principales causas de pérdida en el medio son:
- Pérdidas por absorción
- Pérdida de Rayleigh
- Dispersión cromática
- Pérdidas por radiación
- Dispersión modal
- Pérdidas por acoplamiento

Pérdidas por absorción. Ocurre cuando las impurezas en la fibra absorben la luz, y esta se convierte en energía calorífica; las pérdidas normales van de 1 a 1000 dB/km.
Pérdida de Rayleigh. En el momento de la manufactura de la fibra, existe un momento donde no es líquida ni sólida y la tensión aplicada durante el enfriamiento puede provocar microscópicas irregularidades que se quedan permanentemente; cuando los rayos de luz pasan por la fibra, estos se difractan haciendo que la luz vaya en diferentes direcciones.
Dispersión cromática. Esta dispersión solo se observa en las fibras tipo unimodal, ocurre cuando los rayos de luz emitidos por la fuente y se propagan sobre el medio, no llegan al extremo opuesto en el mismo tiempo; esto se puede solucionar cambiando el emisor fuente.
Pérdidas por radiación. Estas pérdidas se presentan cuando la fibra sufre de dobleces, esto puede ocurrir en la instalación y variación en la trayectoria, cuando se presenta discontinuidad en el medio.
Dispersión modal. Es la diferencia en los tiempos de propagación de los rayos de luz.
Pérdidas por acoplamiento. Las pérdidas por acoplamiento se dan cuando existen uniones de fibra, se deben a problemas de alineamiento.

## Conectores
Los conectores más comunes usados en la fibra óptica para redes de área local son los conectores ST, LC, FC Y SC.
El conector SC (Set and Connect) es un conector de inserción directa que suele utilizarse en conmutadores Ethernet de tipo Gigabit.
El conector ST (Set and Twist) es un conector similar al SC, pero requiere un giro del conector para su inserción, de modo similar a los conectores coaxiales.

## Tipos de dispersión
La dispersión es la propiedad física inherente de las fibras ópticas, que define el ancho de banda y la interferencia ínter simbólica (ISI).
- Dispersión intermodal: también conocida como dispersión modal, es causada por la diferencia en los tiempos de propagación de los rayos de luz que toman diferentes trayectorias por una fibra. Este tipo de dispersión solo afecta a las fibras multimodo.

- Dispersión cromática del material: esto es el resultado de las diferentes longitudes de onda de la luz que se propagan a distintas velocidades a través de un medio dado.

- Dispersión cromática de la guía de onda: Es función del ancho de banda de la señal de información y la configuración de la guía generalmente es más pequeña que la dispersión anterior y por lo cual se puede despreciar.